# گزده کایا
گزده کایا (انگلیسی: Gözde Kaya؛ زادهٔ ۷ نوامبر ۱۹۸۸) بازیگر اهل ترکیه است.